# Tales of the Unusual
Pour plus de détails, voir Fiche technique et Distribution.
Tales of the Unusual (世にも奇妙な物語 映画の特別編, Yonimo kimyō na monogatari: Eiga no tokubetsu hen) est un film d'horreur à sketches japonais réalisé par Mamoru Hosi, Masayuki Ochiai, Hisao Ogura et Masayuki Suzuki et sorti en 2000. Chaque histoire est d'un genre cinématographique différent. Une série télévisée a été réalisée d'après le film.

## Les segments

### The Storyteller
- Tamori : le conteur
- Kohji Yamamoto : le collégien

### Chess
- Genre : thriller
- Réalisation : Mamoru Hosi
- Scénario : Motoki Nakamura
- Acteurs :
  - Renji Ishibashi : le vieil homme
  - Masahiro Komoto : Seiichi Tomoda
  - Yukiko Okamoto : Kumi Kato
  - Shinji Takeda : Akira Kato

### One Snowy Night
- Genre : horreur
- Réalisation : Masayuki Ochiai
- Scénario : Masayuki Ochiai, Katsuhide Suzuki
- Acteurs :
  - Kazuyuki Aijima : Manabe
  - Ren Osugi : Yoshiaki Yamauchi
  - Kazuma Suzuki : Takuro Yuki
  - Akiko Yada : Misa Kihara

### The Marriage Simulator
- Genre : romance dramatique
- Réalisation : Hisao Ogura
- Scénario : Tomoko Aizawa
- Acteurs :
  - Izumi Inamori : Chiharu Takajo
  - Takashi Kashiwabara : Yuichi Tokunagi
  - Narumi Kayashima :
  - Saya Takagi :

### Samurai Cellular
- Genre : comédie dramatique
- Réalisation : Masayuki Suzuki
- Scénario : Ryōichi Kimizuka
- Acteurs :
  - Kiichi Nakai :
  - Megumi Okina : Karu
  - Keiko Toda : Riku
  - Norito Yashima : l'homme

## Distinction
- 2001 : Prix de la Critique Internationale au festival international du film fantastique de Gérardmer[1]